# Дмитрієв Микола Павлович
 Микола Павлович Дмитрієв (нар. 12 (25) листопада 1917 — 2 серпня 1945) — радянський військовий льотчик, Герой Радянського Союзу (1943), під час Німецько-радянської війни був командиром ескадрильї 5-го Гвардійського Винищувального Авіаційного Полку, 207-ї винищувальної авіаційної дивізії 3-го змішаного авіаційного корпусу 17-ї повітряної армії Південно-Західного фронту.

## Біографія

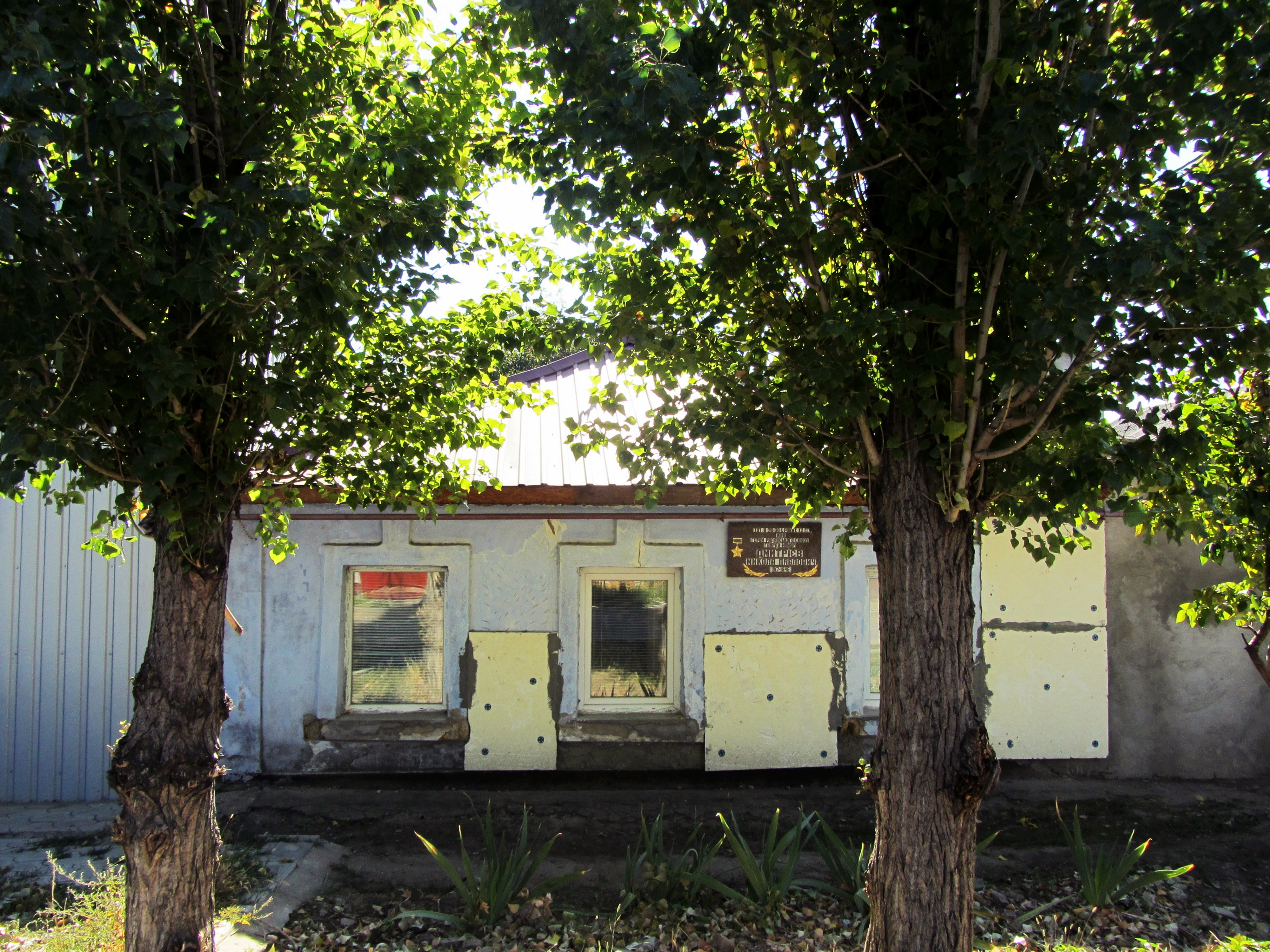
Будинок, в якому у 1920-1930-ті роки XX ст. мешкав М. П. Дмитрієв, Миколаїв, вул. Дмитрієва, 47

Народився в місті Миколаїв, в сім'ї робітників. Росіянин. Закінчив 7 класів і школу ФЗУ. Працював розмітником на Миколаївському суднобудівному заводі. Закінчив аероклуб. У Червоній Армії з 1938 року. У 1940 році закінчив Одеську військову авіаційну школу. Член ВКП (б) з 1942 року.

Учасник німецько-радянської війни з червня 1941 року. Весь бойовий шлях пройшов у складі 129-го (з грудня 1941 року — 5-го гвардійського) винищувального авіаційного полку. Командир ескадрильї 5-го гвардійського винищувального авіаційного полку (207-а винищувальна авіаційна дивізія, 3-й змішаний авіаційний корпус, 17-а повітряна армія, Південно-Західний фронт) гвардії капітан Микола Дмитрієв до серпня 1943 року здійснив чотириста п'ятнадцять успішних бойових вильотів, у сімдесяти п'яти повітряних боях збив п'ятнадцять ворожих літаків. 

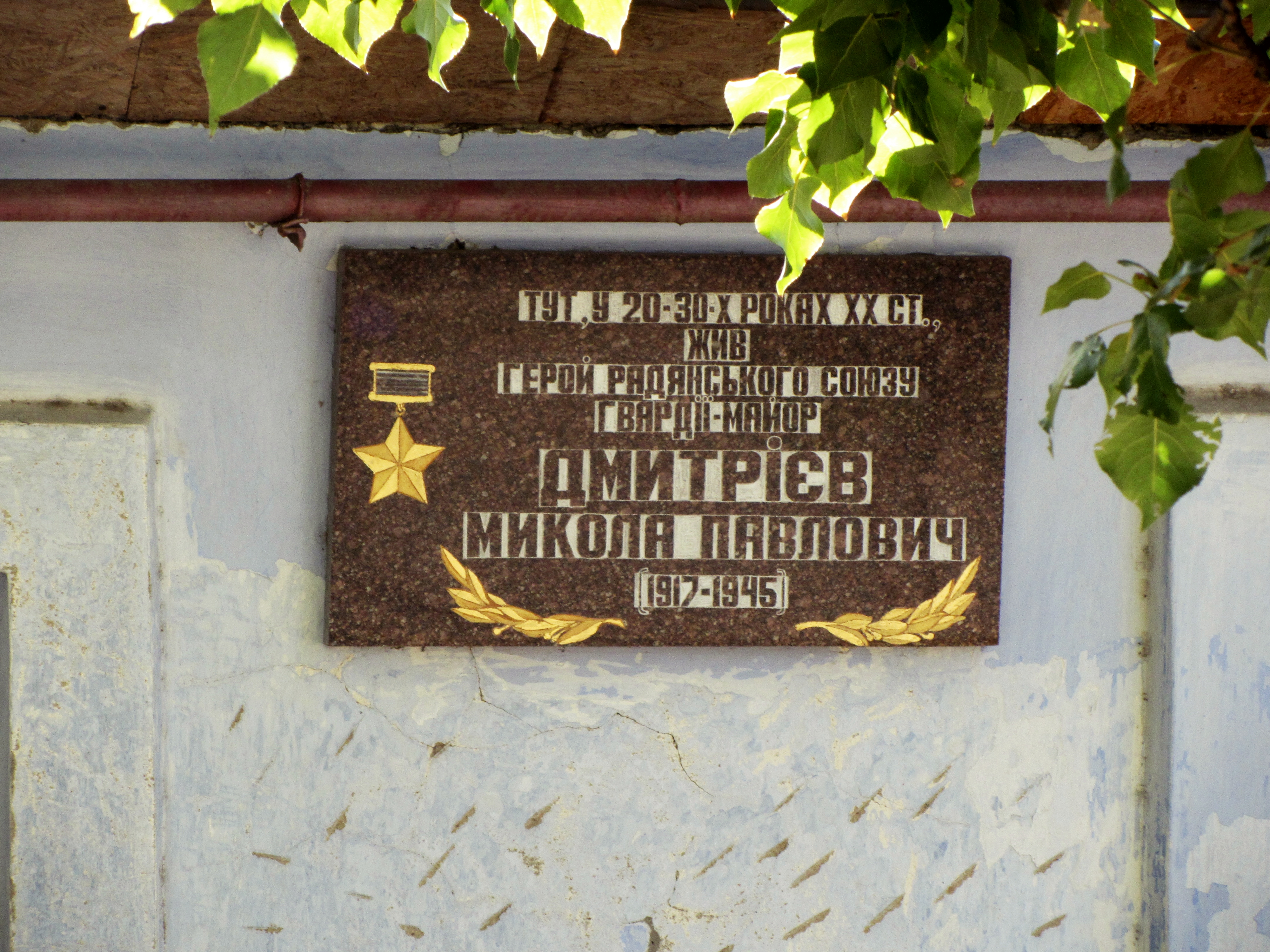
Меморіальна дошка на будинку, де жив М. П. Дмитрієв

Указом Президії Верховної Ради СРСР від 24 серпня 1943 року за зразкове виконання бойових завдань командування на фронті боротьби з німецько-фашистським загарбниками і проявлені при цьому мужність і героїзм капітану Дмитрієву Миколі Павловичу присвоєно звання Героя Радянського Союзу з врученням ордена Леніна і медалі «Золота Зірка» (№ 1262). 
Після війни М. П. Дмитрієв продовжував службу у ВПС СРСР. У 1945 році він закінчив Вітебську офіцерську школу ВПС. Служив у Центральній групі радянських військ. Трагічно загинув, 1 серпня 1945 розбився на мотоциклі, 2 серпня помер від отриманих травм. Був похований на центральному кладовищі міста Братислава, пізніше перепохований на Ольшанському кладовищі в столиці Чехословаччини місті Празі.

## Пам'ять
- Ім'я Героя носить вулиця в Миколаєві;
- на будинку, де він жив, і на будівлі заводу, де він працював, встановлено меморіальні дошки.